# Lars Svensson (ishockeymålvakt)
Lars Svensson, född 30 juni 1926, död 25 juni 1999, var en svensk, ishockeymålvakt. Hans startade sin karriär i UoIF Matteuspojkarna säsongen 1947/1948 i division I, som då var Sveriges högsta division. Svensson representerade UoIF Matteuspojkarna fram till 1952 då han gick över till AIK. Säsongen 1955/1956 gick han över till Hammarby IF.
Lars Svensson spelade 52 landskamper för Sverige och blev stor grabb nummer 43 i ishockey. Landslagsdebuten för Sverige skedde i Stockholm den 25 november 1949 mot Kanada i en match som slutade 5-5.[källa behövs] Han deltog i OS 1952 i Oslo, där Sverige tog brons, och OS 1956 i Cortina d'Ampezzo där Sverige placerade sig som 4:e lag. Svensson avled den 25 juni 1999.